# Kryterium narodzin

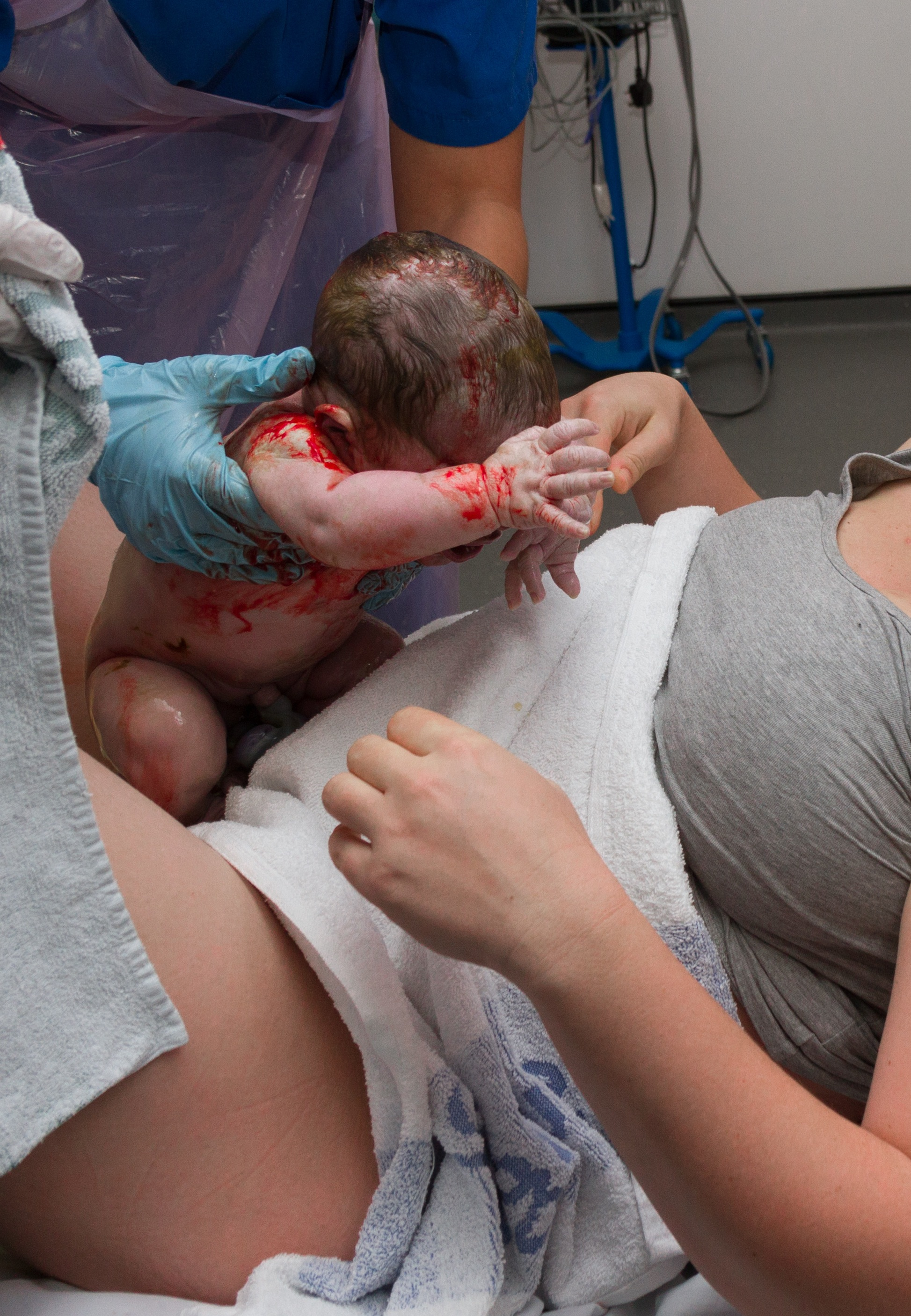
Kryterium narodzin uzależnia status moralny człowieka od urodzenia się

Kryterium narodzin – jedno z kryteriów człowieczeństwa.

## Postać kryterium i argumenty za nim
Kryterium to stanowi, że człowiekiem w sensie wartościującym jest człowiek w znaczeniu biologicznym od chwili narodzin.
Przyjęcie tego kryterium wspierają liczne argumenty.
Argumenty symboliczne określają noworodka jako istotę przejścia, mówią o łączeniu się w nim siły życia z niemocą niebycia, która ma dodatkowo nakładać na rodziców obowiązek opieki obejmującej wzmacnianie siły życia, utrzymywanie dziecka w niej i zapobiegania powrotowi do niebycia.
Inny rodzaj argumentacji wykorzystuje antropologię, twierdząc, że człowiekiem można stać się w procesie uspołecznienia, a dopiero narodziny dziecka są wydarzeniem społecznym i rozpoczynają jego socjalizację.
Argument psychologiczny podaje, że silna więź emocjonalna pomiędzy dziećmi a rodzicami tworzy się dopiero po porodzie. Pierwsze kontakty zachodzą jednak wcześniej, choćby podczas USG obrazującego twarz płodu.
Argumentacja kulturowa zwraca z kolei uwagę, że w wielu kulturach za członków społeczności nie uważa się płodów, a dopiero noworodki.
Argumenty praktyczno-medyczne głoszą, że płód nie jest jeszcze pełnoprawnym i bezpośrednim podmiotem opieki medycznej, a jedynie pośrednim obiektem jej działań ze względu na bardzo silne związanie z organizmem matki, z pośrednictwem dobra matki i jej zgody.
Argumenty filozoficzne podają, że osoba moralna (a więc dysponent praw moralnych, jak prawo do życia) posiada świadomość siebie samej i swych pragnień. Powstaje ona już po narodzeniu się.
Argumentacja prawna mówi, że dopiero po porodzie przysługuje noworodkowi pełna ochrona prawna, jako że jest on od narodzenia się osobą konstytucyjną.

## Krytyka
Liczne argumenty prezentują też krytycy tego kryterium.
Uważają oni, że przyznawanie statusu moralnego w zależności od narodzin, posiadających definicję prawną, jest arbitralne.
Kryterium to sprzeciwia się bardzo wyraźnie argumentowi moralnej ostrożności, zgodnie z której jako że nie wiadomo, kiedy osoba biologiczna staje się moralną, należy ją tak traktować od poczęcia, aby uniknąć popełnienia zbrodni, gdyby jednak ten status przysługiwał wcześniej, niż się uważa.
Zwraca się też uwagę, że wszystkie argumenty za (oprócz tego o samoświadomości) dotyczą także płodu, który posiadł zdolność płodu do życia poza organizmem matki, jeśli się już narodzi. Ma to oznaczać pomieszanie z narodzinami kryterium viability.
Krytyka podaje także, że różnicowanie statusu moralnego organizmu w zależności od faktu przebycia przezeń porodu jest arbitralne i niezgodne z powszechnymi intuicjami moralnymi. Podaje się tu przykład bliźniąt podczas porodu, z których jedno wydostało się już na świat, a drugie przebywa jeszcze w macicy. Wedle kryterium narodzin w tej chwili status moralny tych bliźniąt byłby całkiem inny.
Stosuje się też argument równi pochyłej. W tym przypadku mówi on, że stosowanie takiego kryterium sprzyja późnym aborcjom, wzrostowi przyzwolenia społecznego na tego typu interwencje medyczne, co miałoby prowadzić do aborcji na żądanie.